# Казадеи, Габриэле
Габриэле Казадеи (итал. Gabriele Casade; род. 10 августа 2002, Иврея, Пьемонт) — итальянский гребец на каноэ, серебряный призёр летних Олимпийских игр 2024 года и трёхкратный чемпион Европы, чемпион III Европейских игр.

## Карьера
Первым тренером Казадеи был Миша Вартоломей, чемпион мира и Европы в составе Румынии, который сумел привести итальянца к титулам Чемпиона Мира среди спортсменов до 23 лет.
Первый большой успех пришёл к Габриэле на III Европейских играх в Кракове, соревнования были совмещены с чемпионатом Европы. В парном каноэ Казадеи завоевал золото на олимпийской дистанции 500 метров. Его партнёром являлся Карло Таккини.
В 2024 году, на чемпионате Европы в Сегеде, в паре с Карло Таккини, итальянец завоевал ещё один титул чемпиона Европы на 1000 метрах и выиграл бронзовую медаль на дистанции 500 метров.
На летних Олимпийских играх 2024 года в Париже итальянцы завоевали серебряные медали в каноэ-двойках на дистанции 500 метров.
В 2025 году на чемпионате Европы в Рачице в каноэ-двойках на дистанции 500 метров стал чемпионом Европы. 